# Puchay
Puchay é uma comuna francesa na região administrativa da Normandia, no departamento de Eure. Estende-se por uma área de 14,07 km². Em 2010 a comuna tinha 647 habitantes (densidade: 46 hab./km²).